# Dominika Šalková
Dominika Šalková (* 28. Juni 2004) ist eine tschechische Tennisspielerin.

## Karriere
Šalková spielt bislang vor allem Turnier der ITF Juniors World Tennis Tour und der ITF Women’s World Tennis Tour, wo sie bislang sechs Titel im Einzel und elf im Doppel gewinnen konnte.
Im Juni 2021 qualifizierte sie sich für das Hauptfeld des mit 60.000 US-Dollar dotierten ITF-Turniers Mácha Lake Open, wo sie dann aber in der ersten Runde des Hauptfelds gegen Irene Burillo Escorihuela mit 4:6, 7:64 und 3:6 verlor. Im Juli 2021 erhielt sie dann eine Wildcard für die Qualifikation zum Hauptfeld im Dameneinzel der Livesport Prague Open, ihrem ersten Turnier auf der WTA Tour, wo sie dann aber bereits in der ersten Runde Urszula Radwańska mit 1:6 und 1:6 unterlag. Ende August erreichte sie dann bei den mit 60.000 US-Dollar dotierten Zubr Cup mit Siegen über Anna Sisková, Andrea Gámiz und Sára Bejlek das Halbfinale, ehe sie dann Linda Nosková mit 2:6 und 3:6 unterlag.
Zu Beginn des Jahres 2022 trat sie bei den Australian Open an. Im Juniorinneneinzel erreichte sie ebenso das Achtelfinale wie mit ihrer Partnerin Lucie Havlíčková im Juniorinnendoppel. Bei den French Open erreichte sie im Juniorinneneinzel wiederum das Achtelfinale ebenso wie mit ihrer Partnerin Linda Klimovičová im Juniorinnendoppel. Bei den Carinthian Open 2022 kam sie ebenso im Hauptfeld des Dameneinzels bis ins Achtelfinale. In Wimbledon schied sie im Juniorinneneinzel bereits in der ersten Runde aus, im Juniorinnendoppel erreichte sie mit Partnerin Klimovičová das Viertelfinale. Bei den Schönbusch Open 2022 schied sie bereits in der ersten Runde gegen Katharina Hobgarski mit 3:6 und 3:6 aus. Ende Juli erhielt sie eine Wildcard für die Qualifikation zu den Livesport Prague Open.

## Turniersiege

### Einzel
| Nr. | Datum             | Turnier | Kategorie | Belag             | Finalgegnerin   | Ergebnis      |
| --- | ----------------- | ------- | --------- | ----------------- | --------------- | ------------- |
| 1.  | 15. Mai 2022      | Osijek  | ITF W25   | Sand              | Antonia Ružić   | 6:1, 6:2      |
| 2.  | 14. Oktober 2023  | Sevilla | ITF W25   | Sand              | Loïs Boisson    | 6:4, 6:3      |
| 3.  | 29. Oktober 2023  | Loulé   | ITF W25   | Hartplatz         | Silvia Ambrosio | 6:1, 6:2      |
| 4.  | 19. November 2023 | Funchal | ITF W40   | Hartplatz         | Lea Bošković    | 4:6, 7:5, 6:3 |
| 5.  | 24. März 2024     | Maribor | ITF W75   | Hartplatz (Halle) | Talia Gibson    | 6:2, 6:4      |
| 6.  | 12. Mai 2024      | Prag    | ITF W75   | Sand              | Maja Chwalińska | 6:3, 6:0      |

### Doppel
| Nr. | Datum              | Turnier             | Kategorie      | Belag             | Partnerin           | Finalgegnerinnen                          | Ergebnis          |
| --- | ------------------ | ------------------- | -------------- | ----------------- | ------------------- | ----------------------------------------- | ----------------- |
| 1.  | 2. April 2022      | Scharm asch-Schaich | ITF W15        | Hartplatz         | Linda Klimovičová   | Mei Hasegawa Saki Imamura                 | 6:1, 6:4          |
| 2.  | 10. September 2022 | Frýdek-Místek       | ITF W25        | Sand              | Miriam Kolodziejová | Funa Kozaki Misaki Matsuda                | 6:2, 6:3          |
| 3.  | 14. Januar 2023    | Tallinn             | ITF W40        | Hartplatz (Halle) | Lucie Havlíčková    | Deborah Chiesa Lisa Pigato                | 7:5, 4:6, [13:11] |
| 4.  | 29. April 2023     | Osijek              | ITF W25        | Sand              | Julie Štruplová     | Denisa Hindová Karolína Kubáňová          | 6:3, 6:4          |
| 5.  | 27. Mai 2023       | Otočec              | ITF W40        | Sand              | Veronika Erjavec    | Mariana Dražić Emily Webley-Smith         | 7:5, 6:3          |
| 6.  | 30. Juni 2023      | Tarvis              | ITF W25        | Sand              | Veronika Erjavec    | Nika Radišić Anita Wagner                 | 6:0, 6:3          |
| 7.  | 29. Oktober 2023   | Loulé               | ITF W25        | Hartplatz         | Natália Szabanin    | Darja Chamuzjanskaja Ewjalina Laskewitsch | 4:6, 6:2, [10:1]  |
| 8.  | 3. Februar 2024    | Porto               | ITF W50        | Hartplatz (Halle) | Veronika Erjavec    | Francisca Jorge Matilde Jorge             | 4:6, 7:5, [10:8]  |
| 9.  | 20. April 2024     | Koper               | ITF W75        | Sand              | Veronika Erjavec    | Sapfo Sakellaridi Aurora Zantedeschi      | 6:1, 6:3          |
| 10. | 11. Mai 2024       | Prag                | ITF W75        | Sand              | Jaimee Fourlis      | Noma Noha Akugue Ella Seidel              | 5:7, 7:5, [10:4]  |
| 11. | 23. November 2024  | Trnava              | ITF W50        | Hartplatz (Halle) | Julie Štruplová     | İpek Öz Tara Würth                        | 6:4, 6:4          |
| 12. | 1. August 2025     | Warschau            | WTA Challenger | Hartplatz         | Weronika Falkowska  | Isabelle Haverlag Martyna Kubka           | 6:2, 6:1          |

## Abschneiden bei Grand-Slam-Turnieren

### Juniorinneneinzel
| Turnier         | 2022 | Karriere |
| --------------- | ---- | -------- |
| Australian Open | AF   | AF       |
| French Open     | AF   | AF       |
| Wimbledon       | 1    | 1        |
| US Open         | —    | —        |

### Juniorinnendoppel
| Turnier         | 2022 | Karriere |
| --------------- | ---- | -------- |
| Australian Open | AF   | AF       |
| French Open     | AF   | AF       |
| Wimbledon       | VF   | VF       |
| US Open         | —    | —        |